# Fort Sainte-Élisabeth
 (mai 2024).
La mise en forme du texte ne suit pas les recommandations de Wikipédia : il faut le « wikifier ».
Les points d'amélioration suivants sont les cas les plus fréquents :
- Les titres sont pré-formatés par le logiciel. Ils ne sont ni en capitales, ni en gras.
- Le texte ne doit pas être écrit en capitales (les noms de famille non plus), ni en gras, ni en italique, ni en « petit »…
- Le gras n'est utilisé que pour surligner le titre de l'article dans l'introduction, une seule fois.
- L'italique est rarement utilisé : mots en langue étrangère, titres d'œuvres, noms de bateaux, etc.
- Les citations ne sont pas en italique mais en corps de texte normal. Elles sont entourées par des guillemets français : « et ».
- Les listes à puces sont à éviter, des paragraphes rédigés étant largement préférés. Les tableaux sont à réserver à la présentation de données structurées (résultats, etc.).
- Les appels de note de bas de page (petits chiffres en exposant, introduits par l'outil «  Source ») sont à placer entre la fin de phrase et le point final[comme ça].
- Les liens internes (vers d'autres articles de Wikipédia) sont à choisir avec parcimonie. Créez des liens vers des articles approfondissant le sujet. Les termes génériques sans rapport avec le sujet sont à éviter, ainsi que les répétitions de liens vers un même terme.
- Les liens externes sont à placer uniquement dans une section « Liens externes », à la fin de l'article. Ces liens sont à choisir avec parcimonie suivant les règles définies. Si un lien sert de source à l'article, son insertion dans le texte est à faire par les notes de bas de page.
- La présentation des références doit suivre les conventions bibliographiques. Il est recommandé d'utiliser les modèles {{Ouvrage}}, {{Chapitre}}, {{Article}}, {{Lien web}} et/ou {{Bibliographie}}. Le mode d'édition visuel peut mettre en forme automatiquement les références.
- Insérer une infobox (cadre d'informations à droite) n'est pas obligatoire pour parachever la mise en page.

Pour une aide détaillée, merci de consulter Aide:Wikification.
Si vous pensez que ces points ont été résolus, vous pouvez retirer ce bandeau et améliorer la mise en forme d'un autre article.
La fort Sainte-Élisabeth (en ukrainien Фортеця Святої Єлисавети, Fortetsia Sviatoï Elysabety ; les riverains l'appellent aussi « remparts de terre ») est une protection de la ville de Kropyvnytskyï.

## Histoire

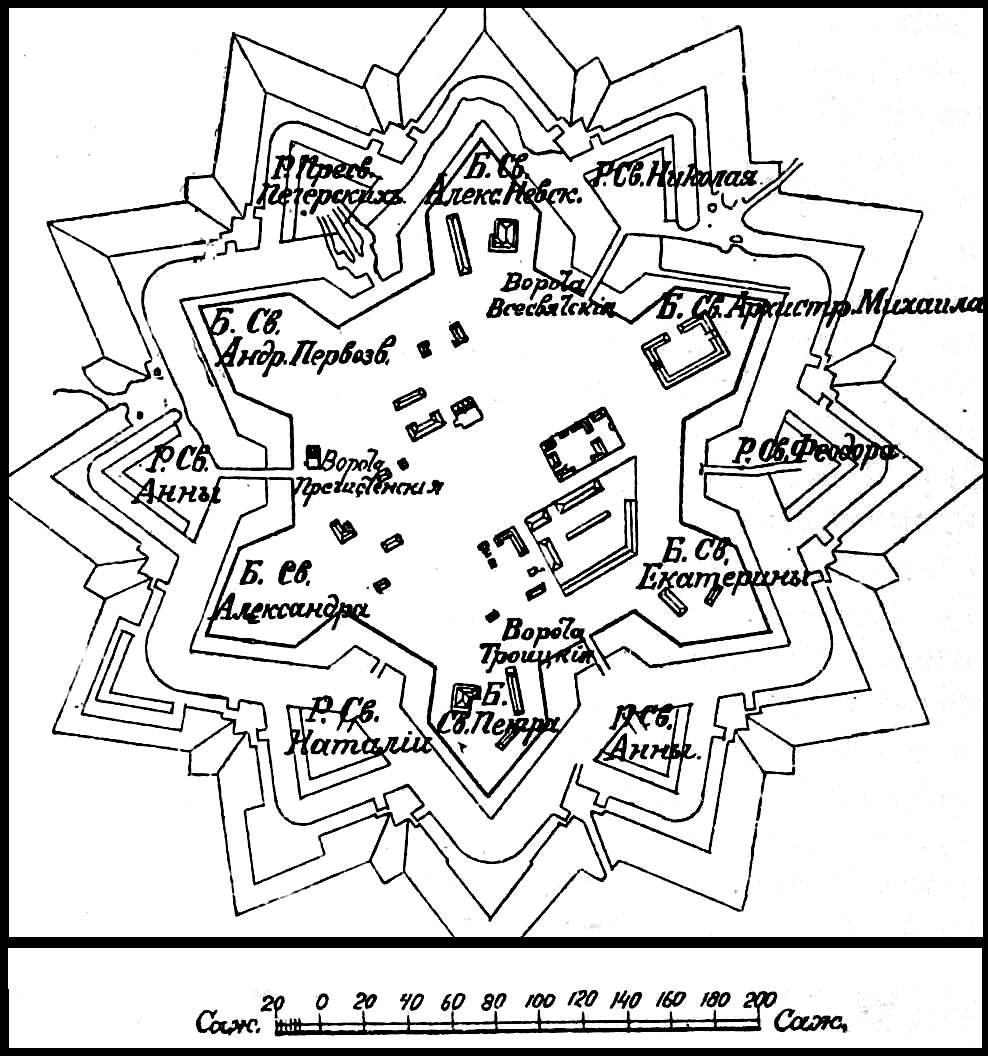
Plan-schéma de la forteresse.

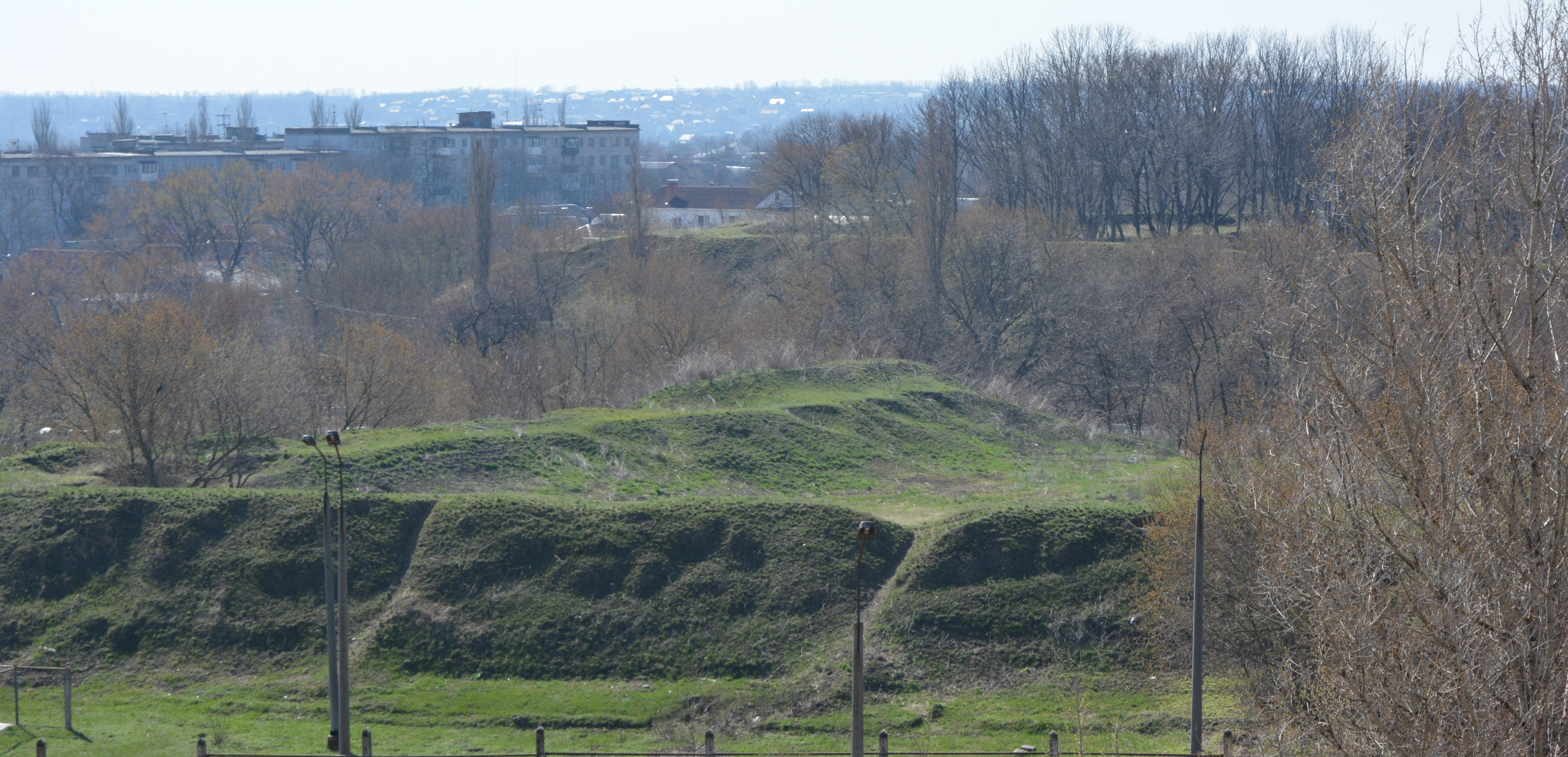
Monticules de terre

Forteresse sur les armoiries de la ville.

Après la formation de la Nouvelle Serbie sur les terres des cosaques ukrainiens, la forteresse a été créée pour protéger les territoires des colons serbes des raids tatars. La Fort Sainte-Élisabeth a été construite conformément au décret du Sénat, qui a également créé la Nouvelle Serbie. Le décret fut signé par l'impératrice Élisabeth Petrovna le 4 janvier 1752 ,. Sur la base du décret, le colonel Jovan Horvat a reçu un certificat d'appréciation et Ivan Glebov a reçu une instruction. Le régiment de cosaques ukrainiens de Hadiatch-Myrhorod (1390 hommes) arriva pour construire la forteresse, dont les principaux travaux furent achevés en quatre mois : de juin à octobre 1754. Au cours des travaux, 72 cosaques moururent, 233 tombèrent malades et 855 s'enfuirent en Sitch.
La Fort Sainte-Élisabeth n'a participé aux hostilités qu'une seule fois. Cela s'est produit pendant la guerre russo-turque de 1768-1774, dont la première campagne a débuté en 1769 avec l'invasion du khan de Crimée Krim Giray dans la province d'Elisavetgrad. Le 4 janvier, l'armée turco-tatare, forte de 70 000 hommes, dirigée par lui, a traversé la frontière et le 7 janvier s'est arrêtée près de la forteresse où se cachait le général Isakov avec la garnison et les résidents locaux. Les Tatars ont pillé les villages environnants et réduit en esclavage les résidents locaux, mais les défenseurs de la ville ont réussi à repousser leurs attaques et à chasser les envahisseurs. Ce fut la dernière raid des Tatars de Crimée en Ukraine

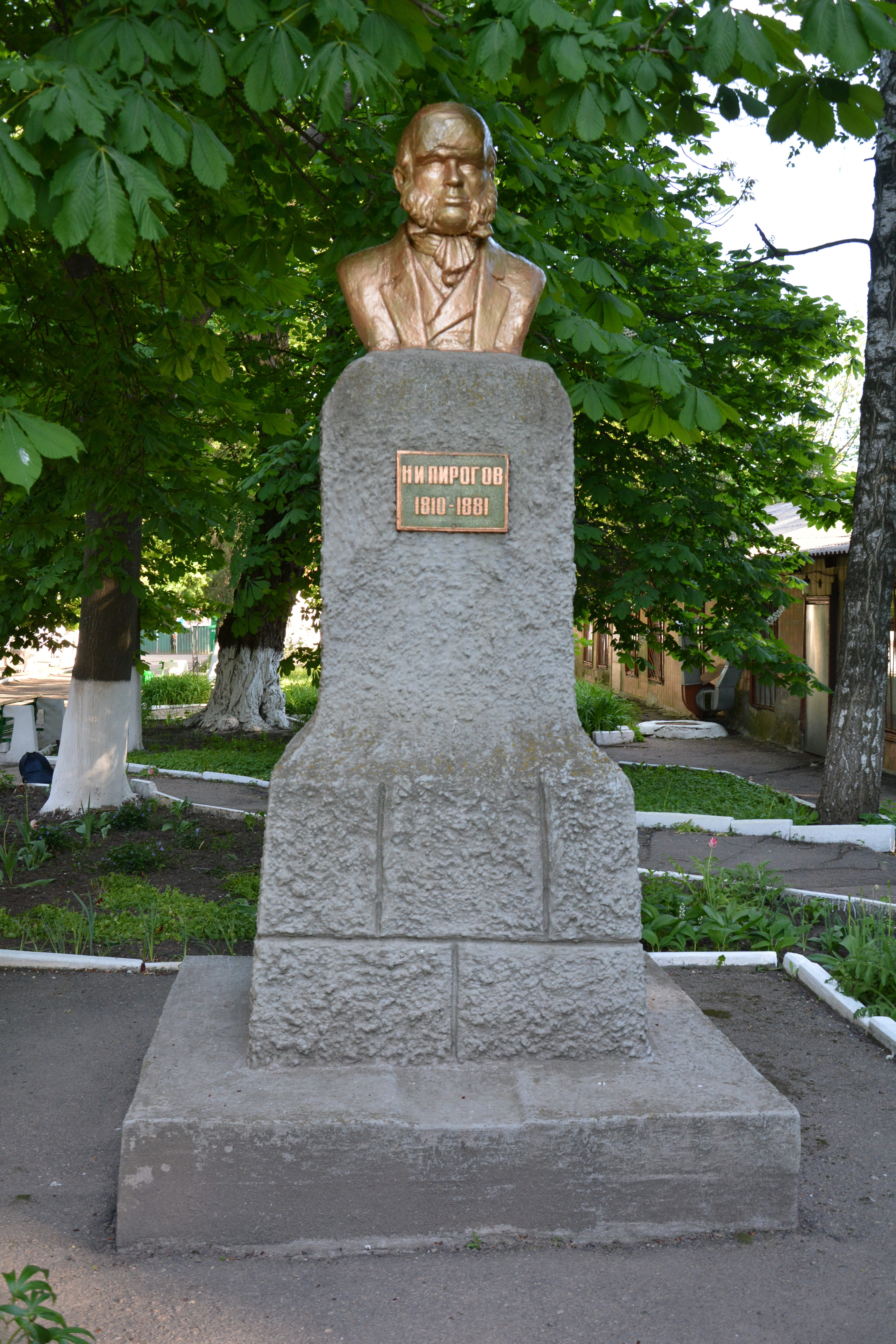
Buste de Pirogov

Au cours de l'été 1769, le cosaque du Don de Kuteinikov était stationné ici, dans lequel Emelian Pougatchev servait et en même temps séjournait Petr Panin, qui réprima par la suite le soulèvement de Pougatchev. En 1770, une rencontre triomphale avec coup de canon fut organisée ici pour lui en tant que conquérant de Bendery. C'est de cette forteresse qu'à la fin du mois de mai 1775, une armée russe forte de 100 000 hommes, dirigée par le général Pyotr Tekelia, partit pour Sitch, défendue par une garnison de 3 000 cosaques ukrainiens. Le 15 juin, Sich est complètement détruite. Tous leurs documents d'archives, armes et objets de valeur furent stockés dans la forteresse jusqu'à l'évacuation vers Kiev en 1918. Souvent et pendant assez longtemps en 1773-1794, Mikhaïl Koutouzov venait à la forteresse. De 1786 à 1792, Alexandre Souvorov visita la forteresse. 
En 1787-1788, Grigori Potemkine fonda l'un des premiers établissements d'enseignement médical d'Ukraine, l'École de médecine et de chirurgie, diplômée par Yefrem Mukhin (aujourd'hui c'est l'college de médecine qui porte son nom), qui devint un chirurgien exceptionnel et fut l'un des professeurs de Nikolaï Pirogov. Pirogov lui-même a travaillé pendant un certain temps à l'hôpital de la forteresse, où un monument lui a été érige 
En 1784, la forteresse fut liquidée et toute l'artillerie fut transportée à Kherson. En 1788n Charles-Joseph de Ligne s'y rendit, et son arrivée en Europe, il laissa des mémoires. Peu à peu, sur plusieurs années, la forteresse fut désarmée. En 1794, 162 canons y étaient encore stockés, qui servaient 277 tireurs. Des canons et du matériel d'artillerie étaient exportés vers les villes frontalières, principalement vers Kherson. En avril 1795, 5 canons furent envoyés à Novomyrhorod. Dans l'ancienne forteresse, seuls deux canons ont survécu - ils sont installés sur des socles en pierre à l'entrée de l'ancienne porte principale. 
En 1797-1801, la forteresse était le centre administratif de la Nouvelle-Russie. L'annulation complète du statut de forteresse eut lieu le 15 mars 1805. La garnison fut dissoute, mais la caserne abrita un bataillon (trois compagnies) pendant de nombreuses années. Le contour de la forteresse devint les armoiries de la ville.

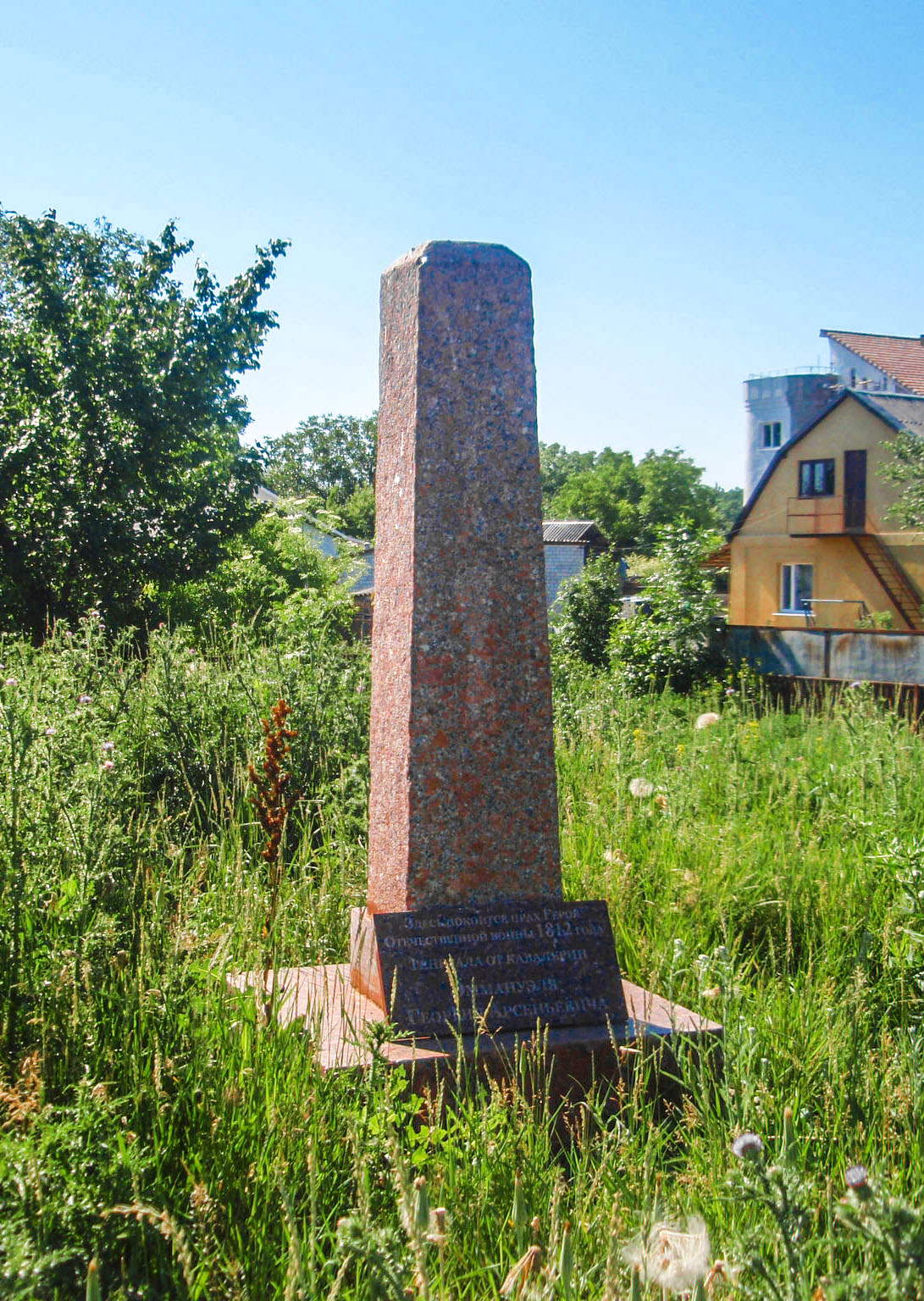
Tombe d'Emmanuel, ruelle Sanatornyī

Le 26 janvier 1837, à 3 kilomètres de la forteresse, Gueorgui Emmanuel, participant à la Campagne de Russie de 1812, serbe d'origine, est enterré.
Le 17 septembre 1842, l'empereur russe Nicolas Ier arriva à la forteresse pour un défilé militaire, le 1874 Alexandre IIer, le 1888 Alexandre IIIer.
Le 24 janvier 1917, la princesse Hélène de Serbie visita la forteresse, Son Altesse Royale a été élue à la tête du Comité d'Elisavetgrad pour la prise en charge des réfugiés serbes, dont plus de 1 000 personnes vivaient alors dans la ville.
Pendant la guerre soviéto-ukrainienne, les bolcheviks ont créé ici une prison pour les opposants politiques, principalement pour les dirigeants de la République populaire ukrainienne et République de Kholodnoïarsk (en 1922, Yuri Horlis-Horskyī y a été emprisonné ). Le 24 septembre 1922, après un discours lors d'une réunion des communistes locaux au cours de laquelle il a appelé à la Terreur Rouge, la forteresse fut visitée par Mikhaïl Frounze.
Pendant l'Holodomor de 1932-1933 et la Grande Purge, les employés de l'OGPU et du NKVD ont secrètement enterré ici les personnes assassinées et torturées, enterrant leurs cadavres dans des fosses communes .
Lors de l'occupation de la ville en 1941-1944, les nazis procédèrent régulièrement à des exécutions de la population juive ainsi que de partisans dans la forteresse. Selon les historiens locaux, environ trois mille personnes ont été exécutées ici par les Allemands et leurs collaborateurs locaux. Presque chaque jour, selon les traditions SS, le Sonderkommando faisait venir un certain nombre de personnes, les obligeait à se déshabiller, à marcher jusqu'à la fosse où gisaient déjà d'autres morts et tirait plusieurs coups de feu dans le dos des condamnés .
Et après la libération, des personnes de toute la ville qui sont mortes sous la torture et ont été abattues par les nazis ont commencé à être enterrées ici. Et depuis 1950, se trouve ici l'un des plus grands complexes commémoratifs d'Ukraine, dédié à ceux qui sont morts pendant la Seconde Guerre mondiale, plus de 50 000 charniers, dont la plupart appartiennent à des civils, dont 13 000 Juifs .
Pendant les années de stagnation, ici, à l'hôpital local, des dissidents de toute la région de Kirovohrad ont été torturés.

### Bâtiments
Il subsiste sur le site de nombreux locaux qui servirent pour les militaires qui y stationnèrent.

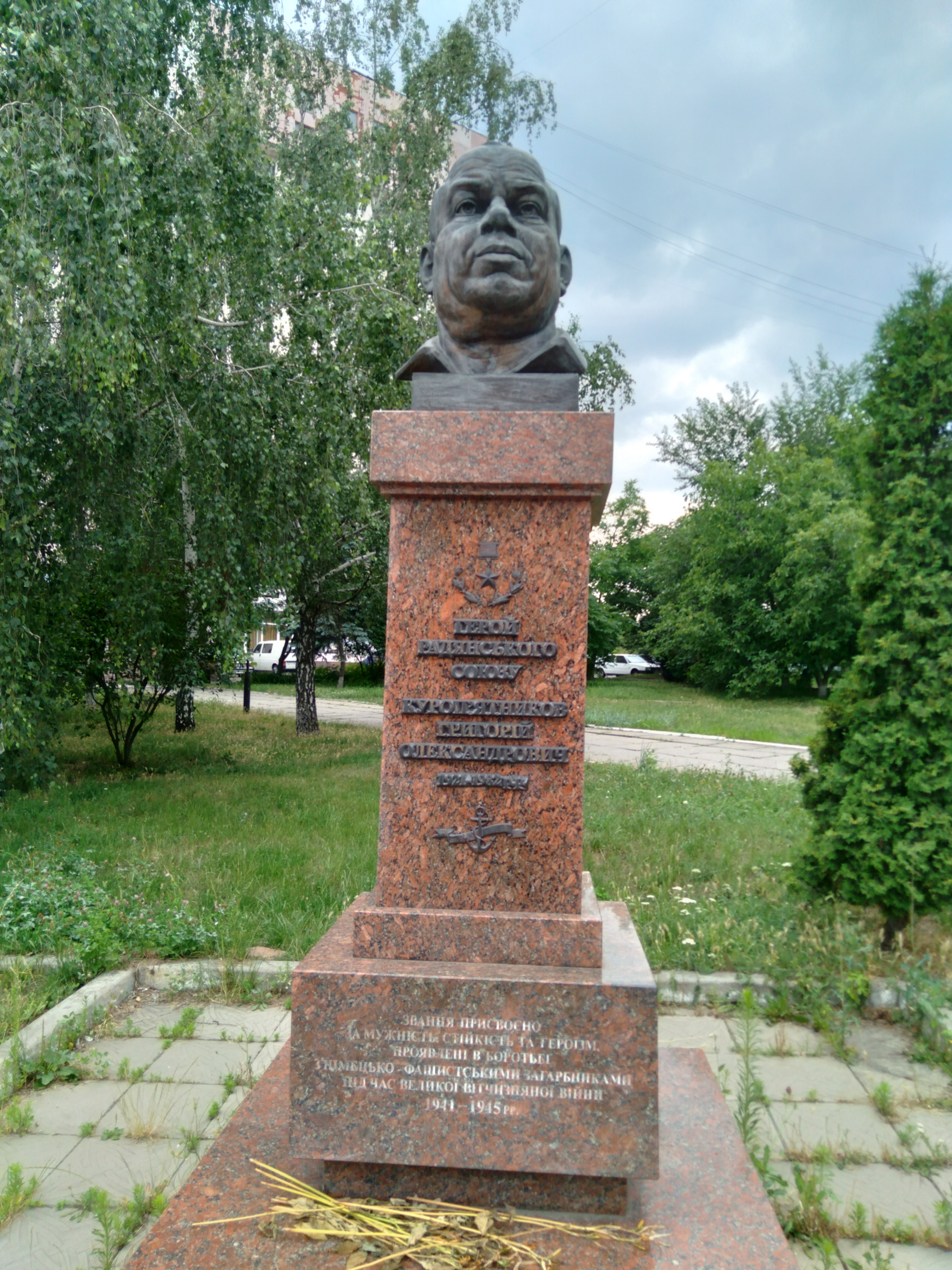
Monument à Hryhoriy Kouropyatnikov (1921-1982) commandant de flottille de la mer Noire
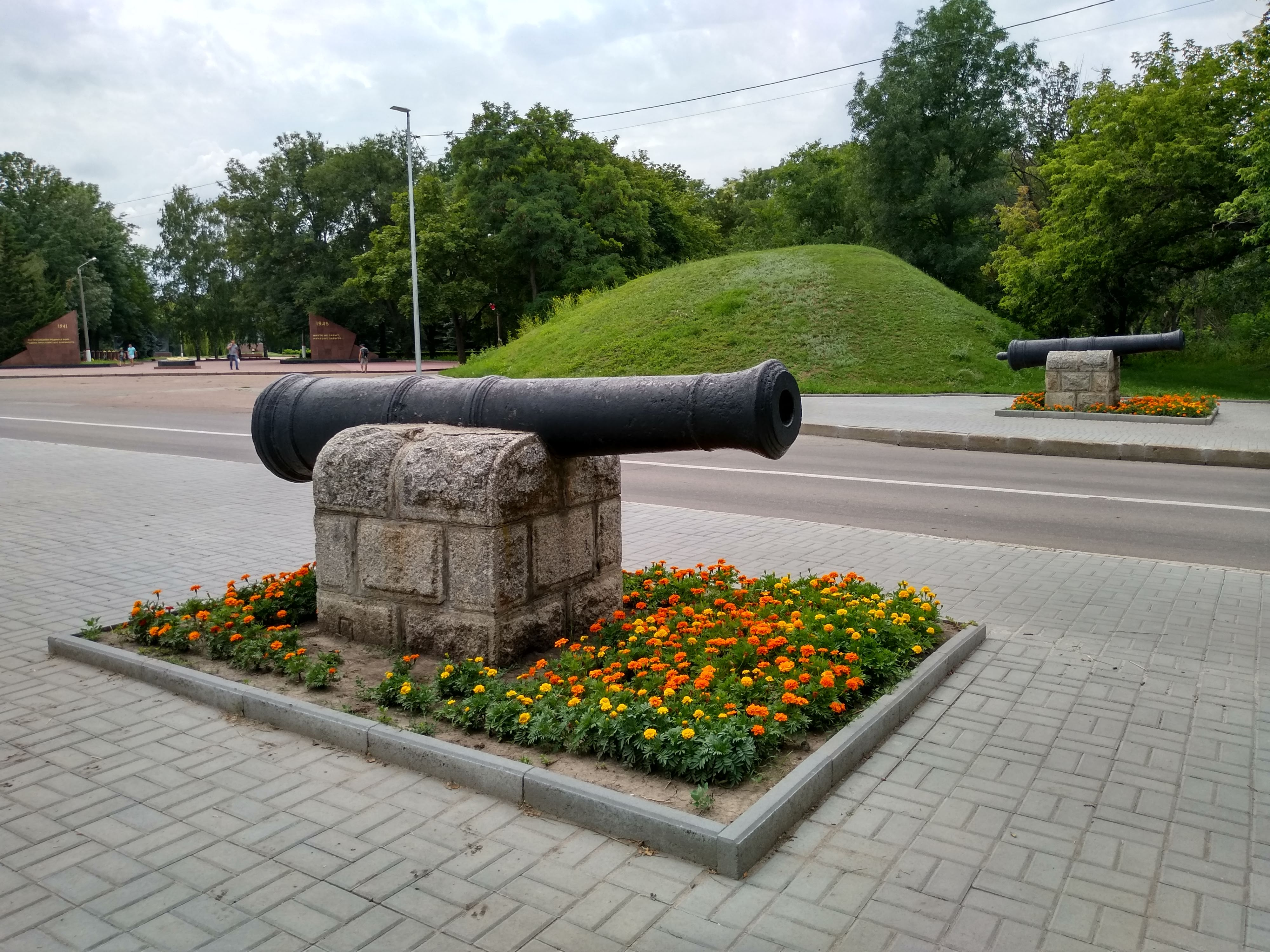
Les deux derniers canons postés à la porte principale
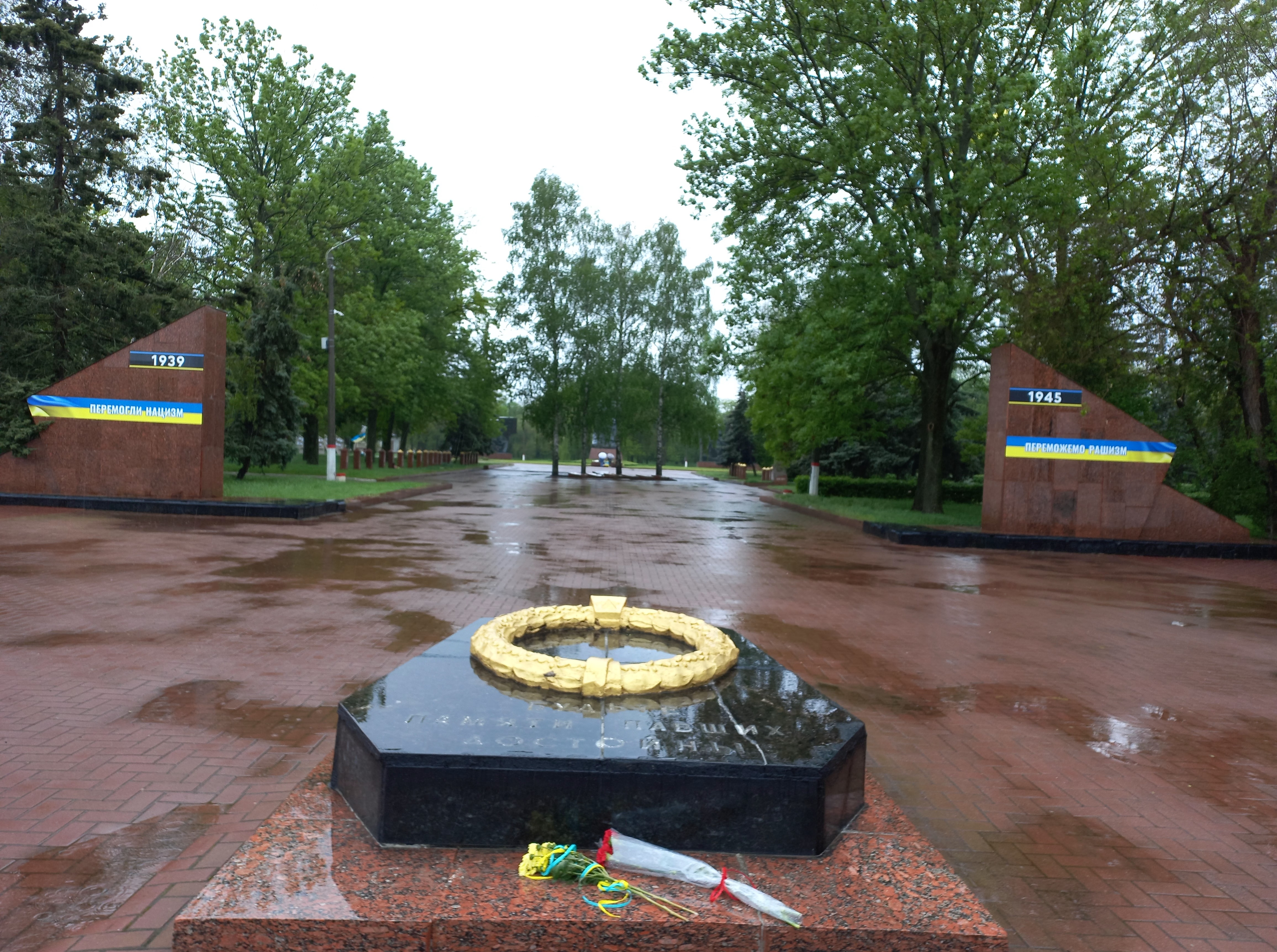
Entrée du cimetière militaire
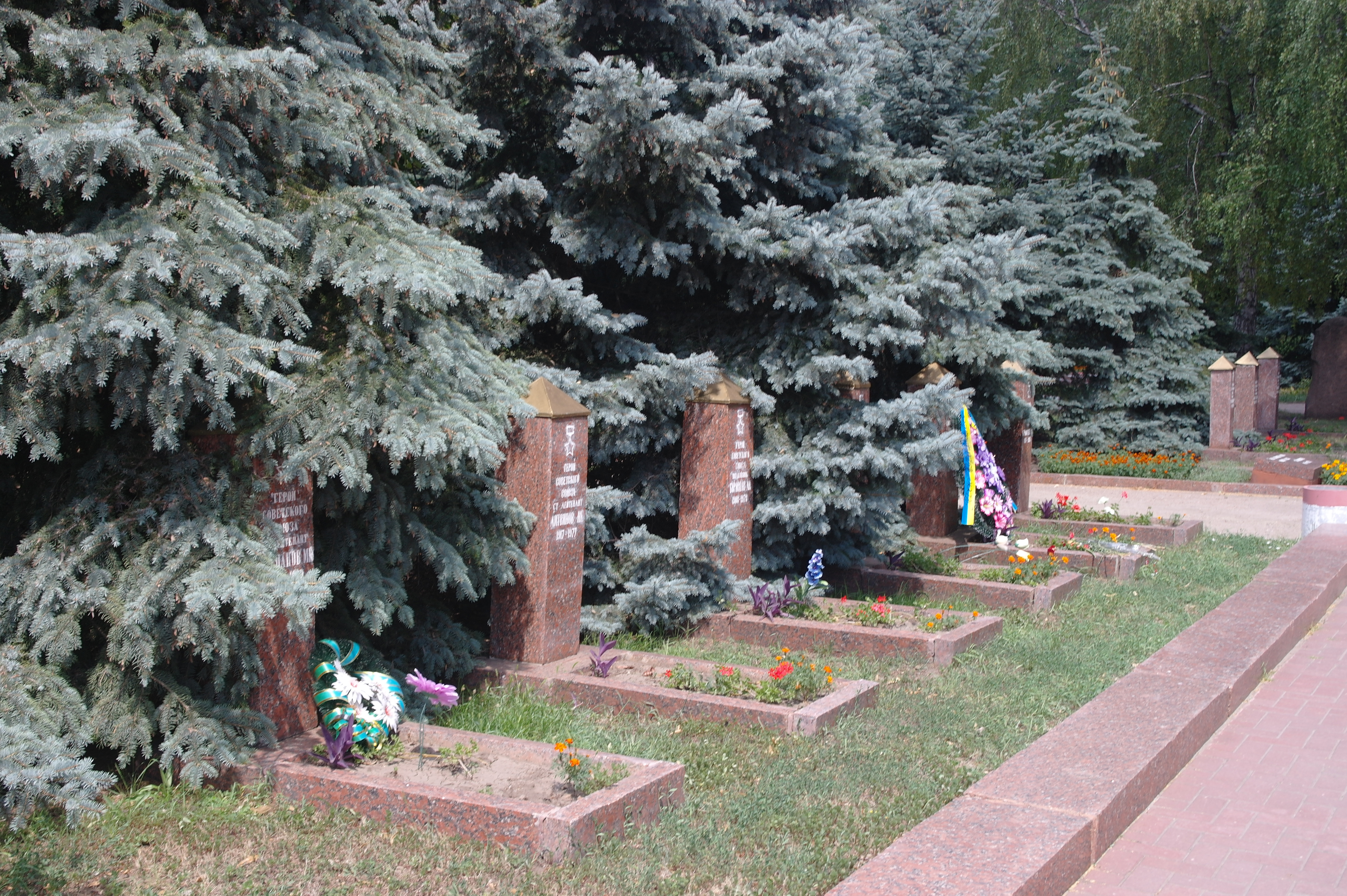
Les tombes
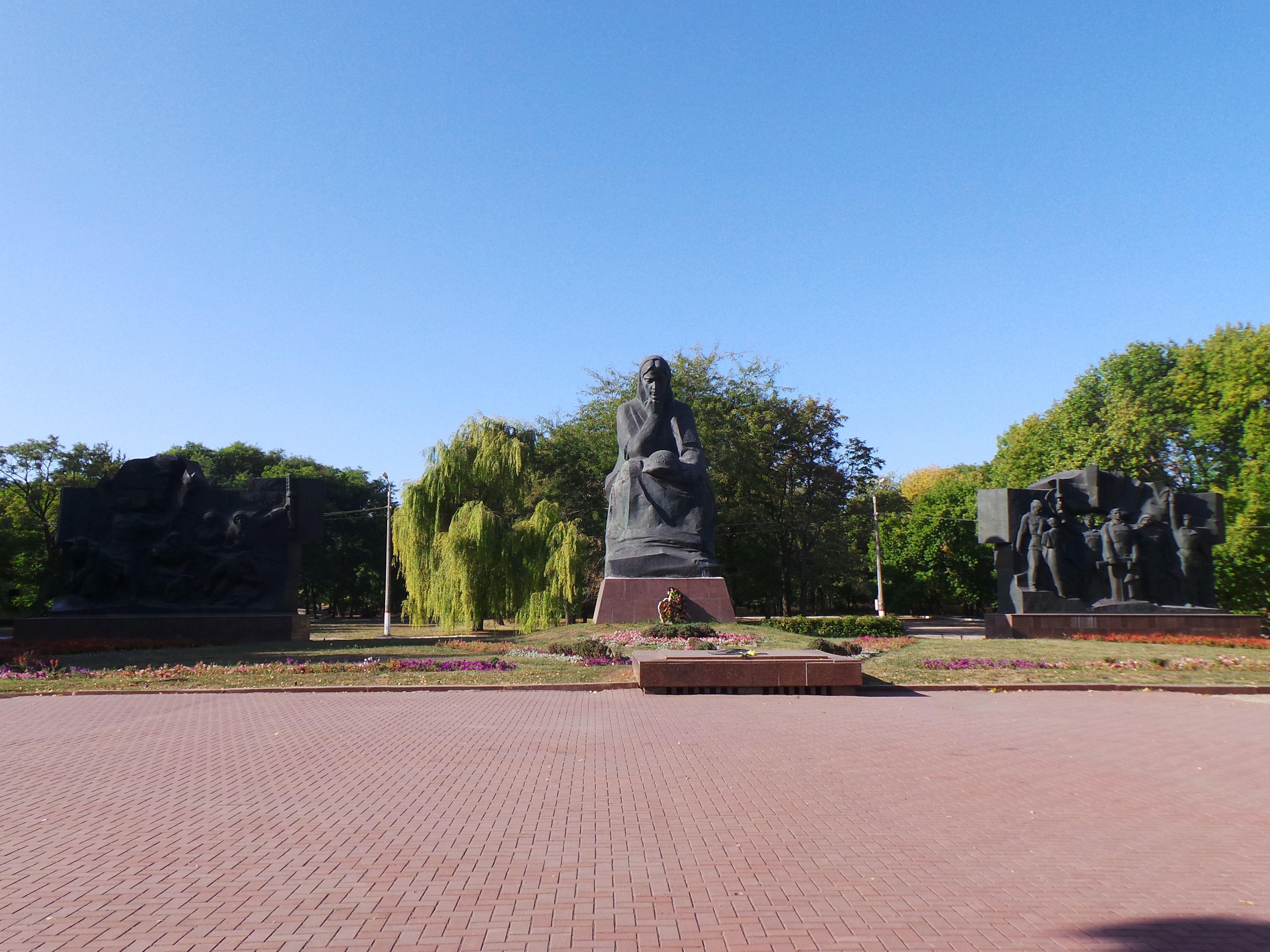
Les monuments
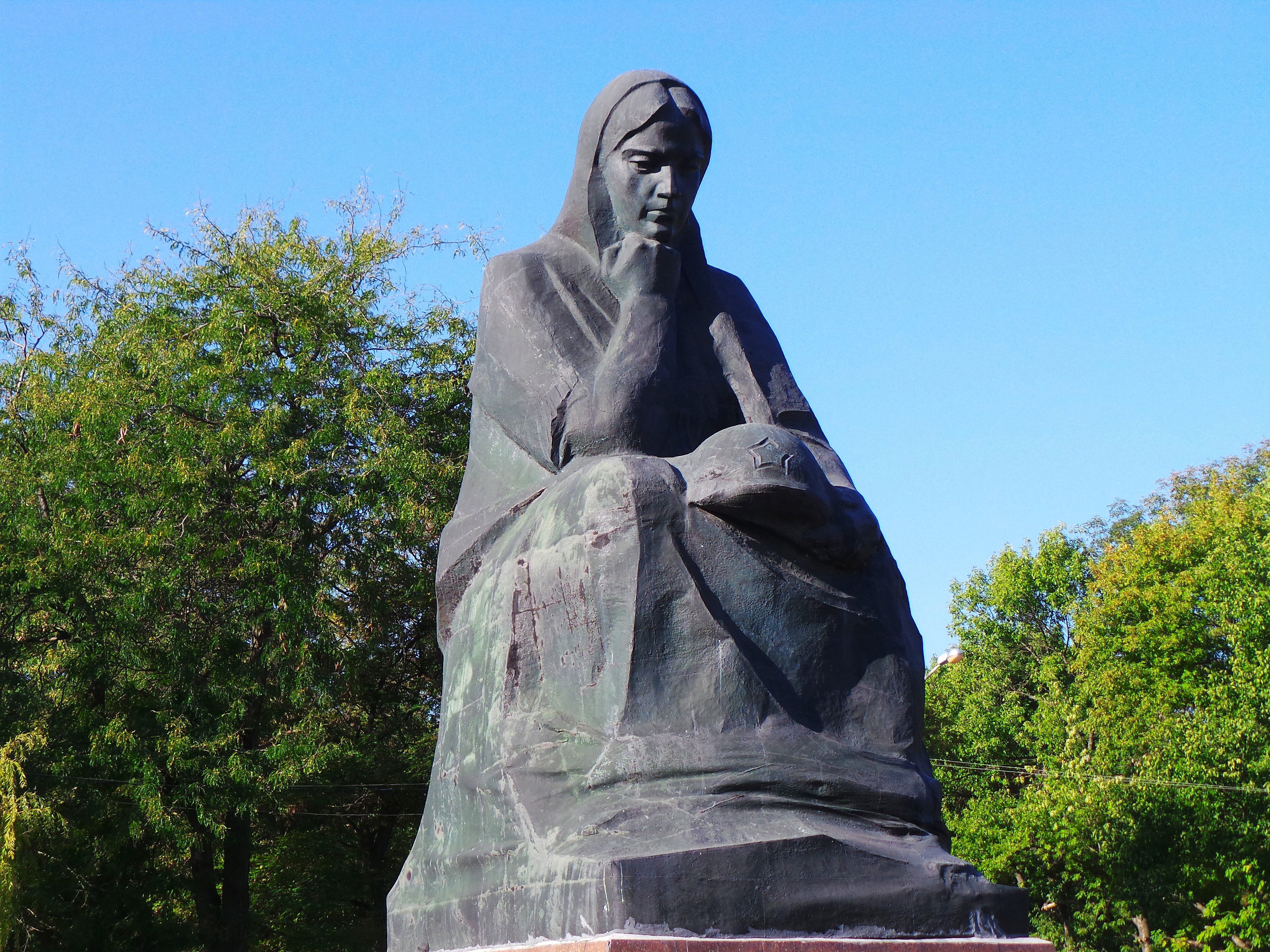
Monument «La patrie en deuil»
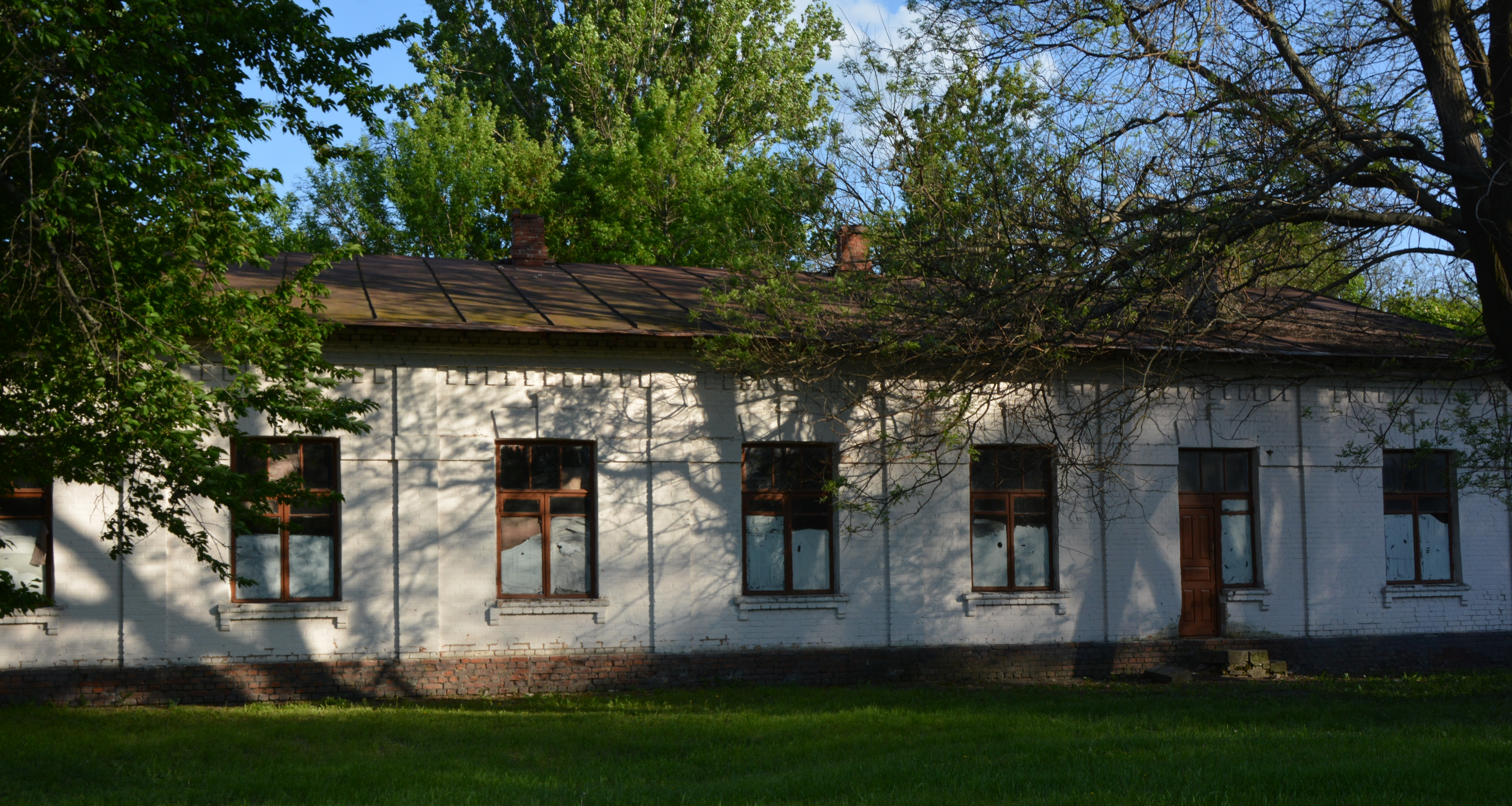
Une salle d'hôpital classée  n° 35-101-0508[13].
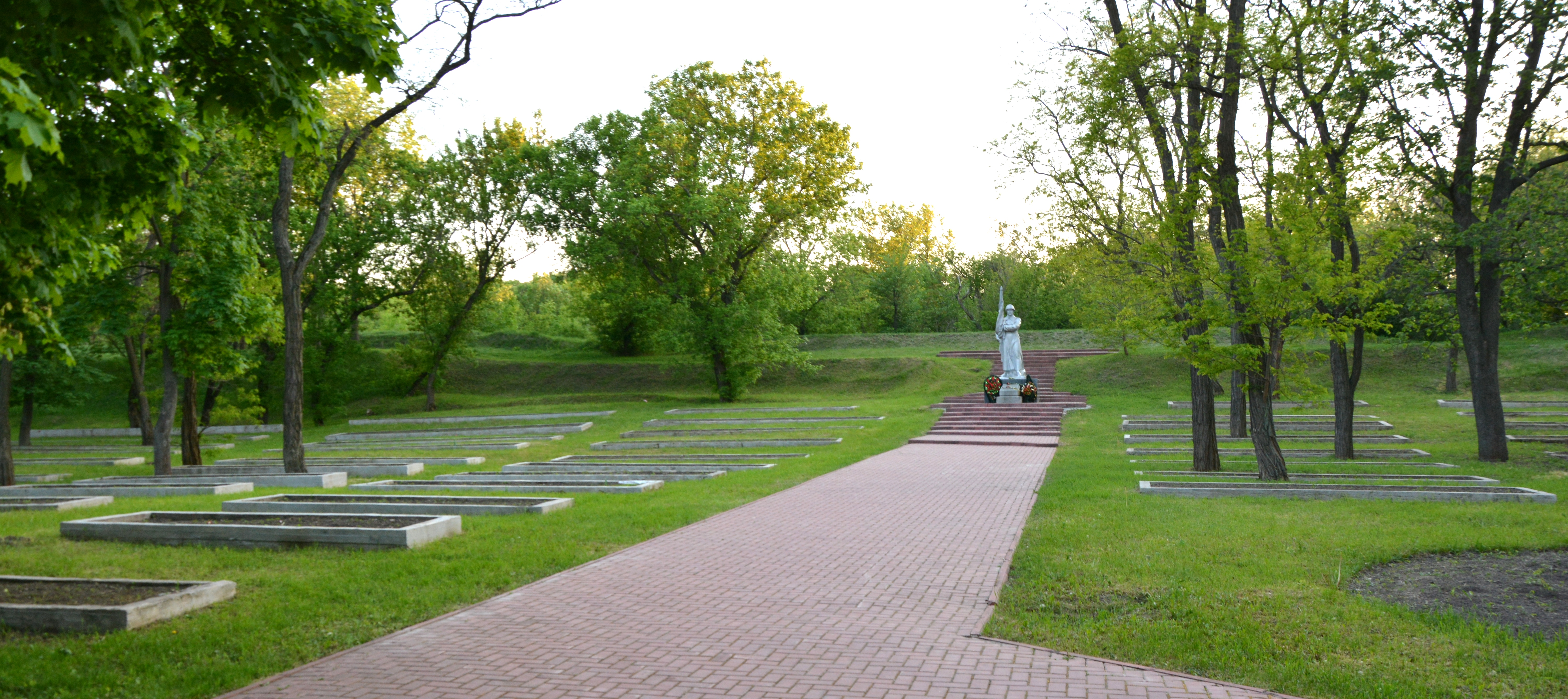
Monument aux victimes du nazisme dans l'un des bastions, sur les côtés se trouvent des fosses communes qui sont des tranchées fermées avec des corps
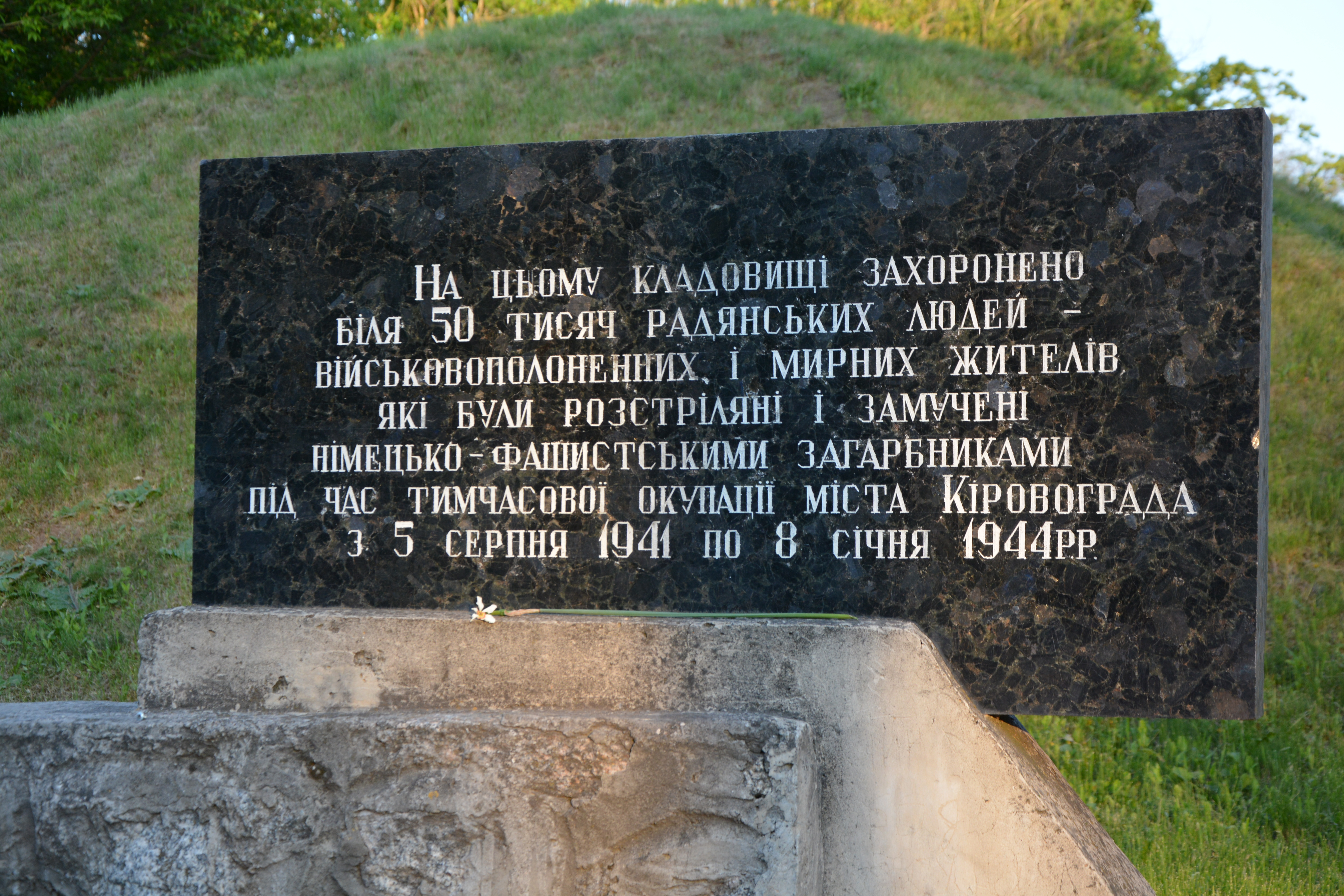
Plaque commémorative (Ukrainienne. 50 000 personnes sont enterrées dans ce cimetière - prisonniers de guerre et civils, abattus et sous la torture par les envahisseurs allemands lors de l'occupation de la ville du 5 août 1941 au 8 janvier 1944)
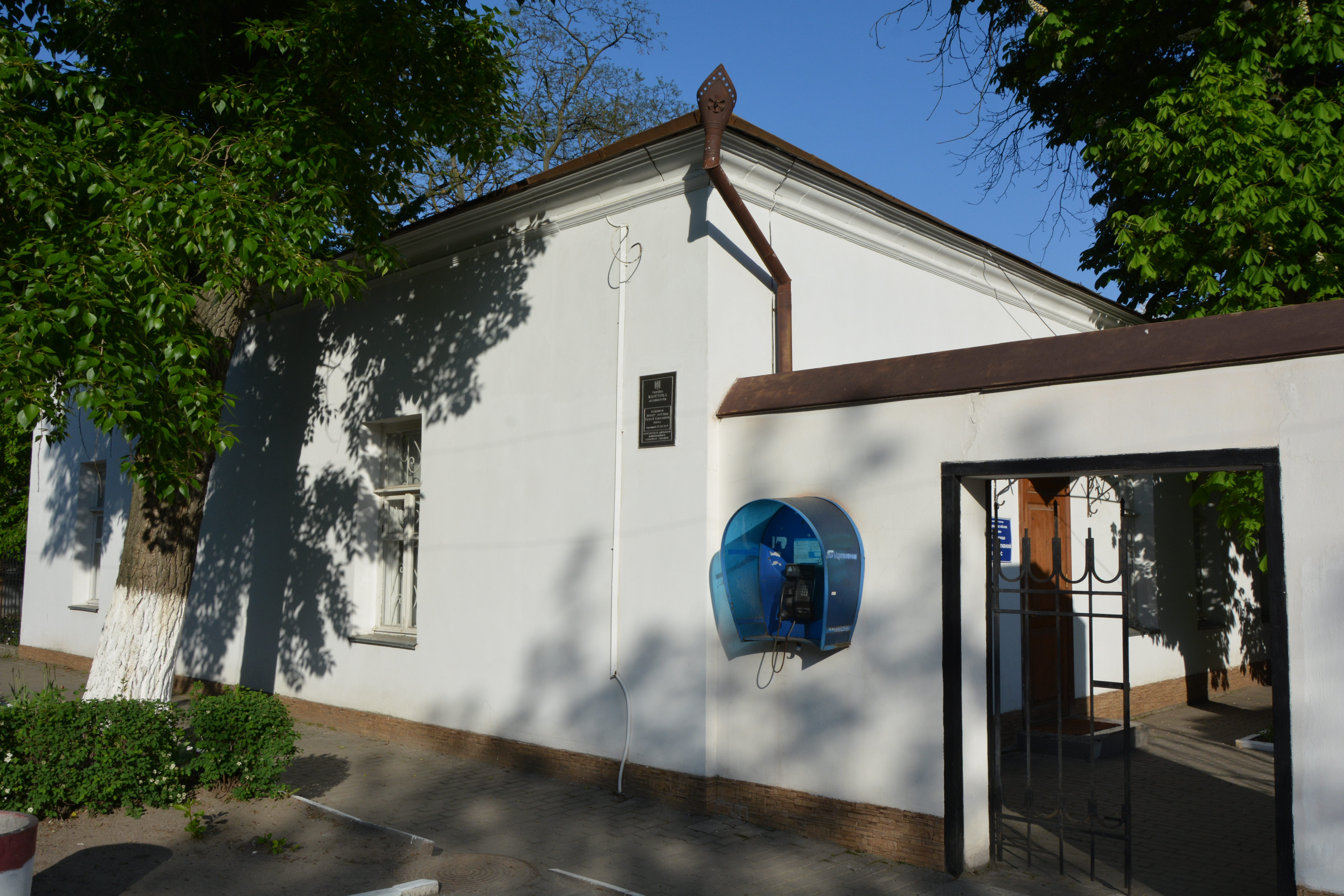
Le QG classé  n° 35-101-0503[14].
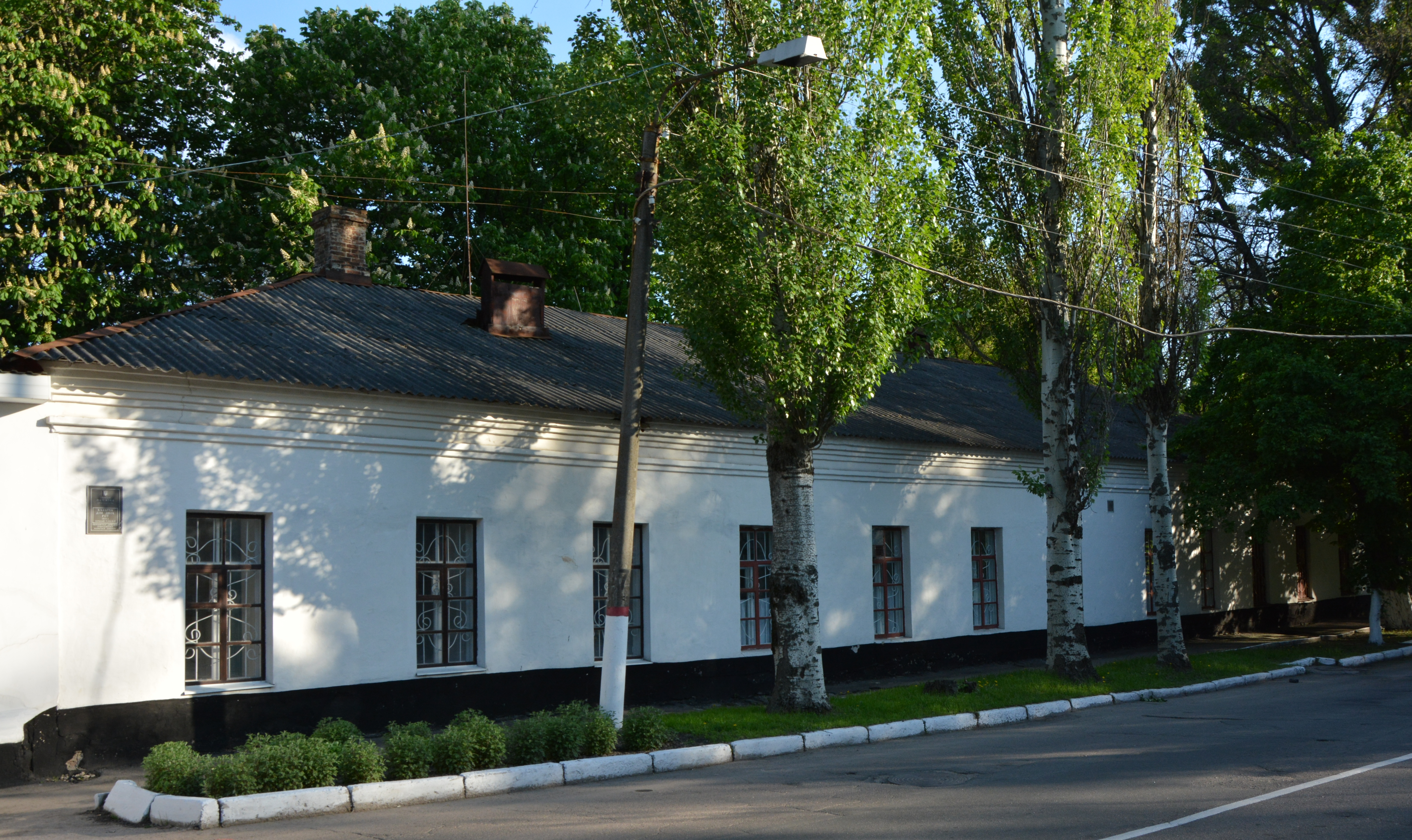
Une caserne classée  n° 35-101-0505[15].
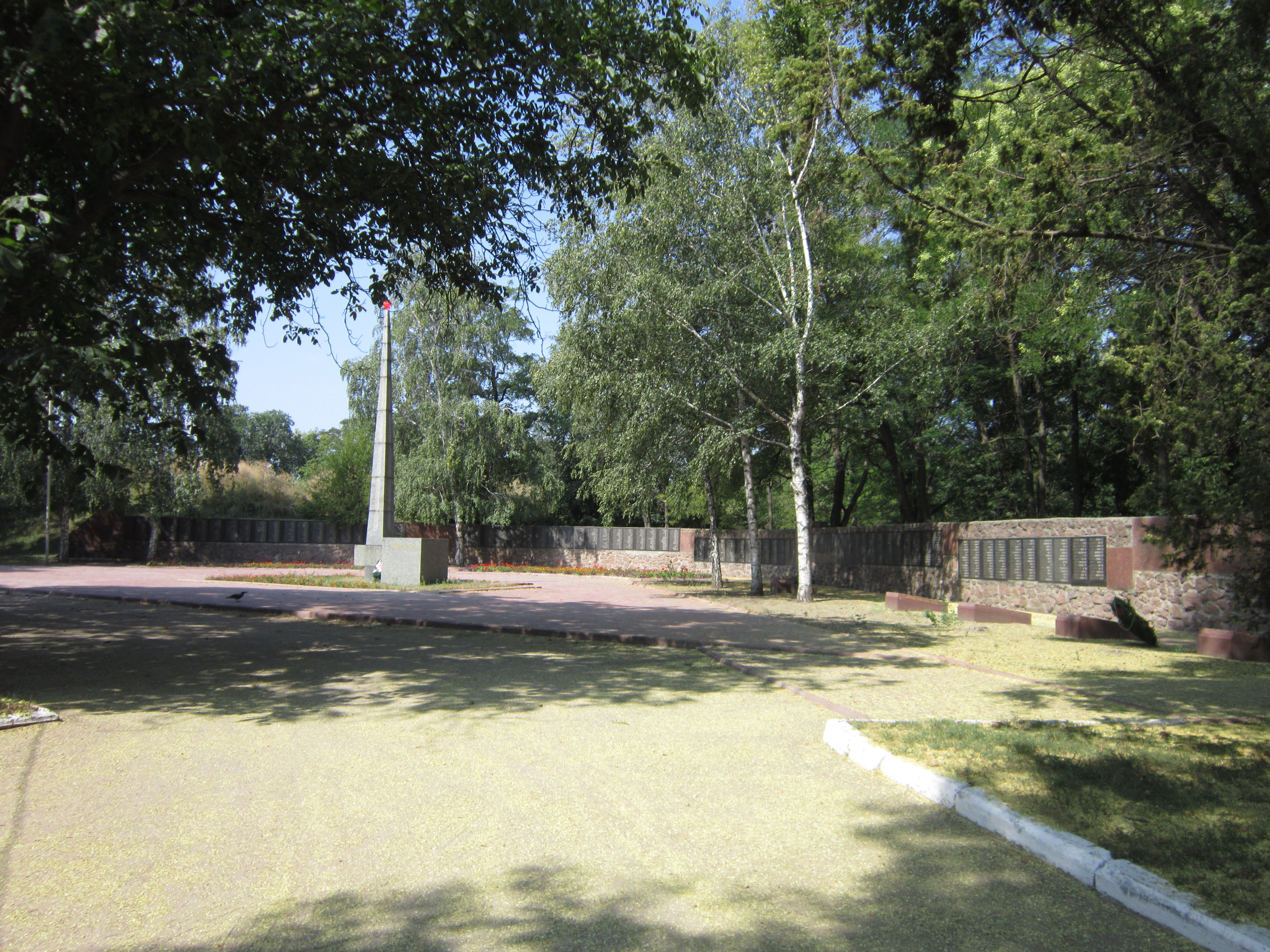
Mur de la mémoire
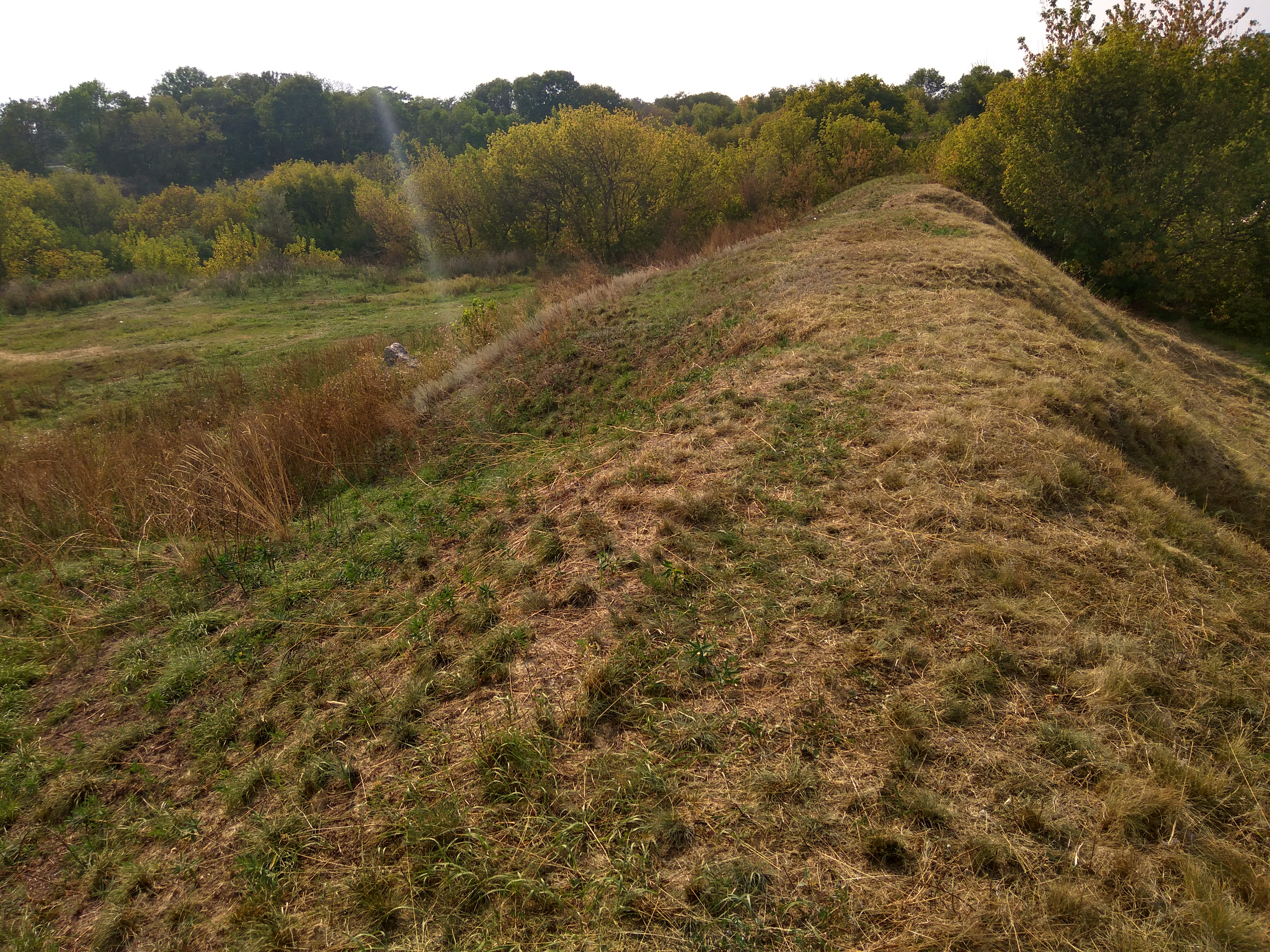
Restes de terrassements
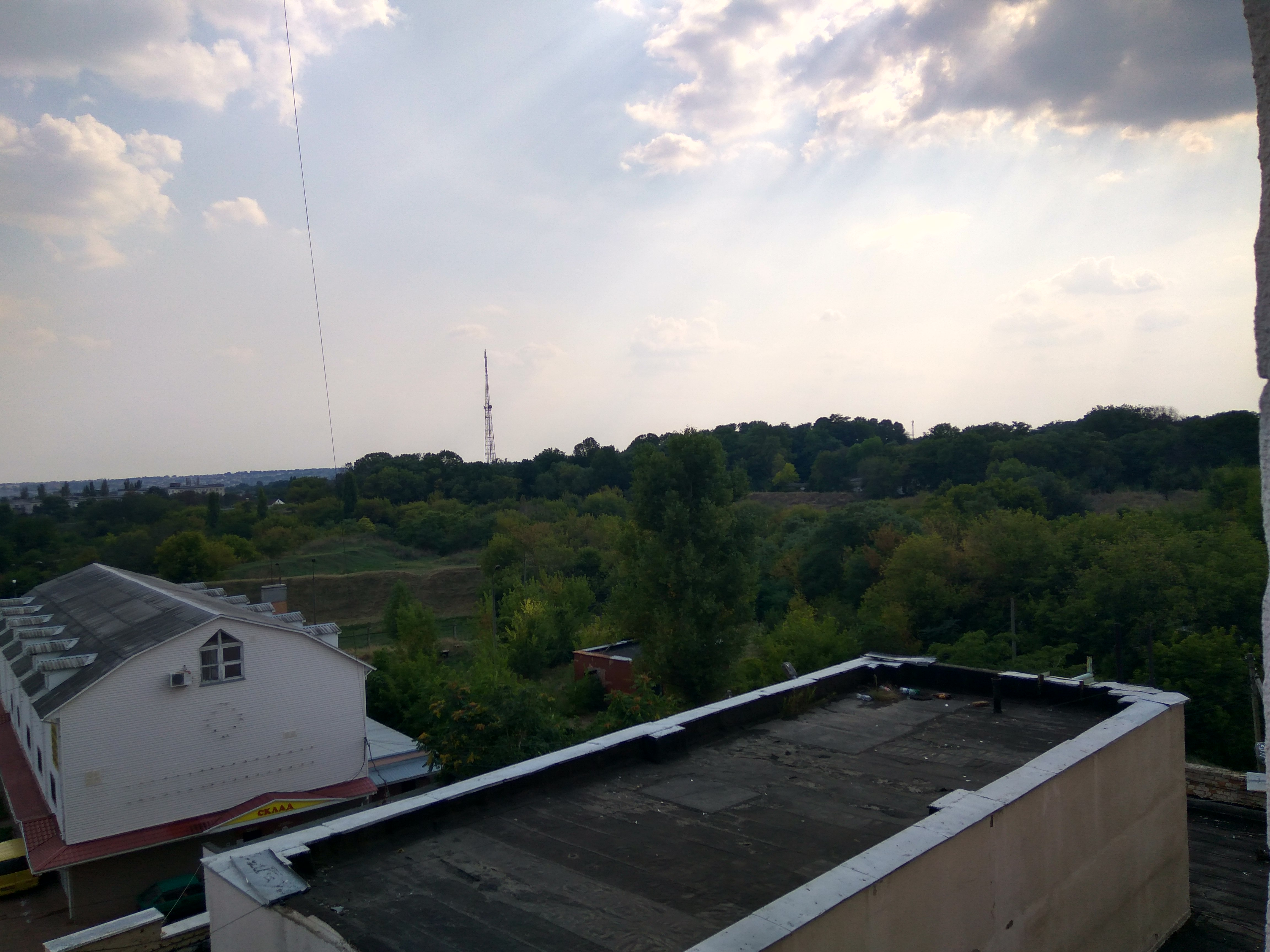
Vue de dessus
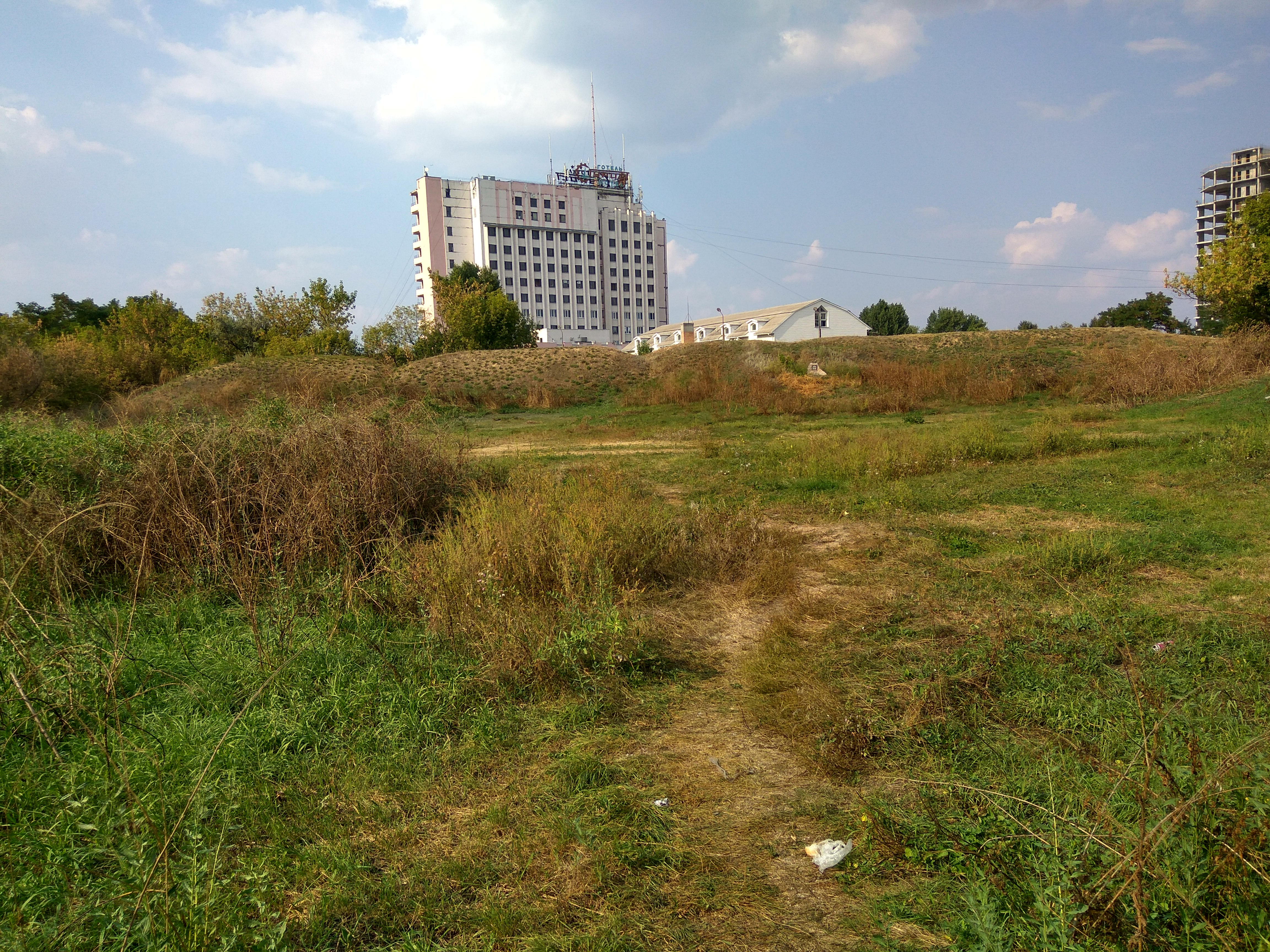
La partie nord
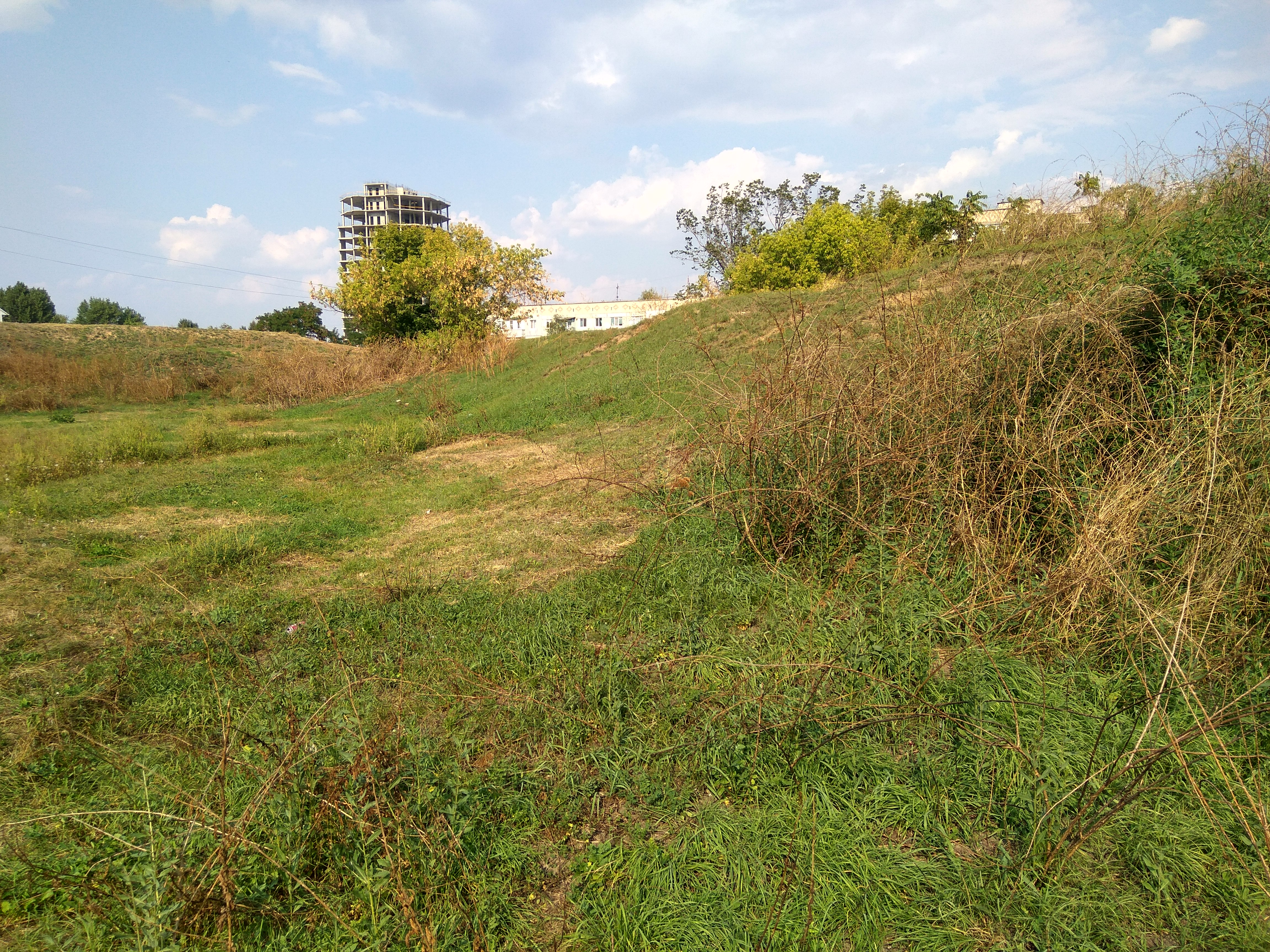
La partie orientale
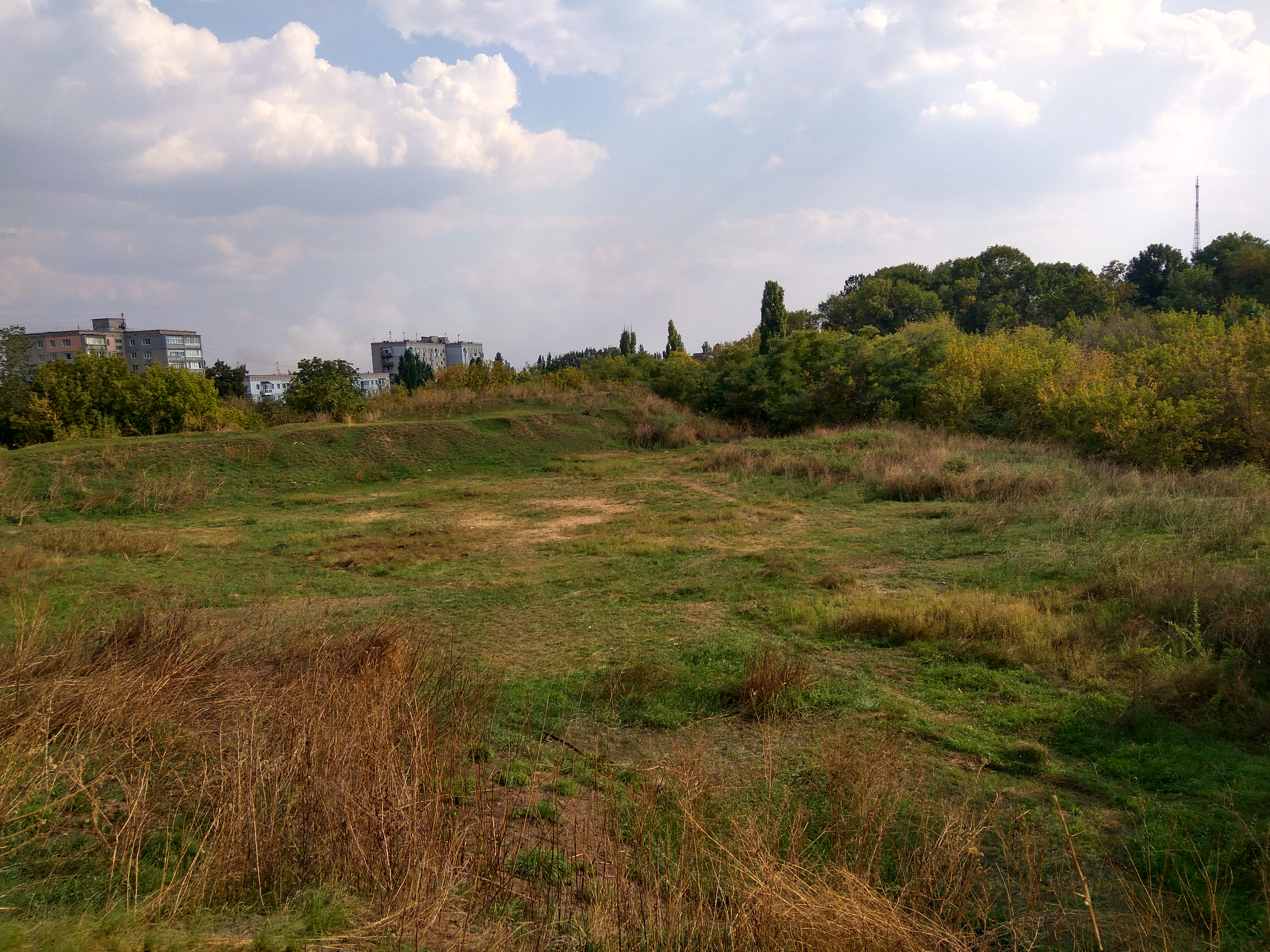
La partie ouest
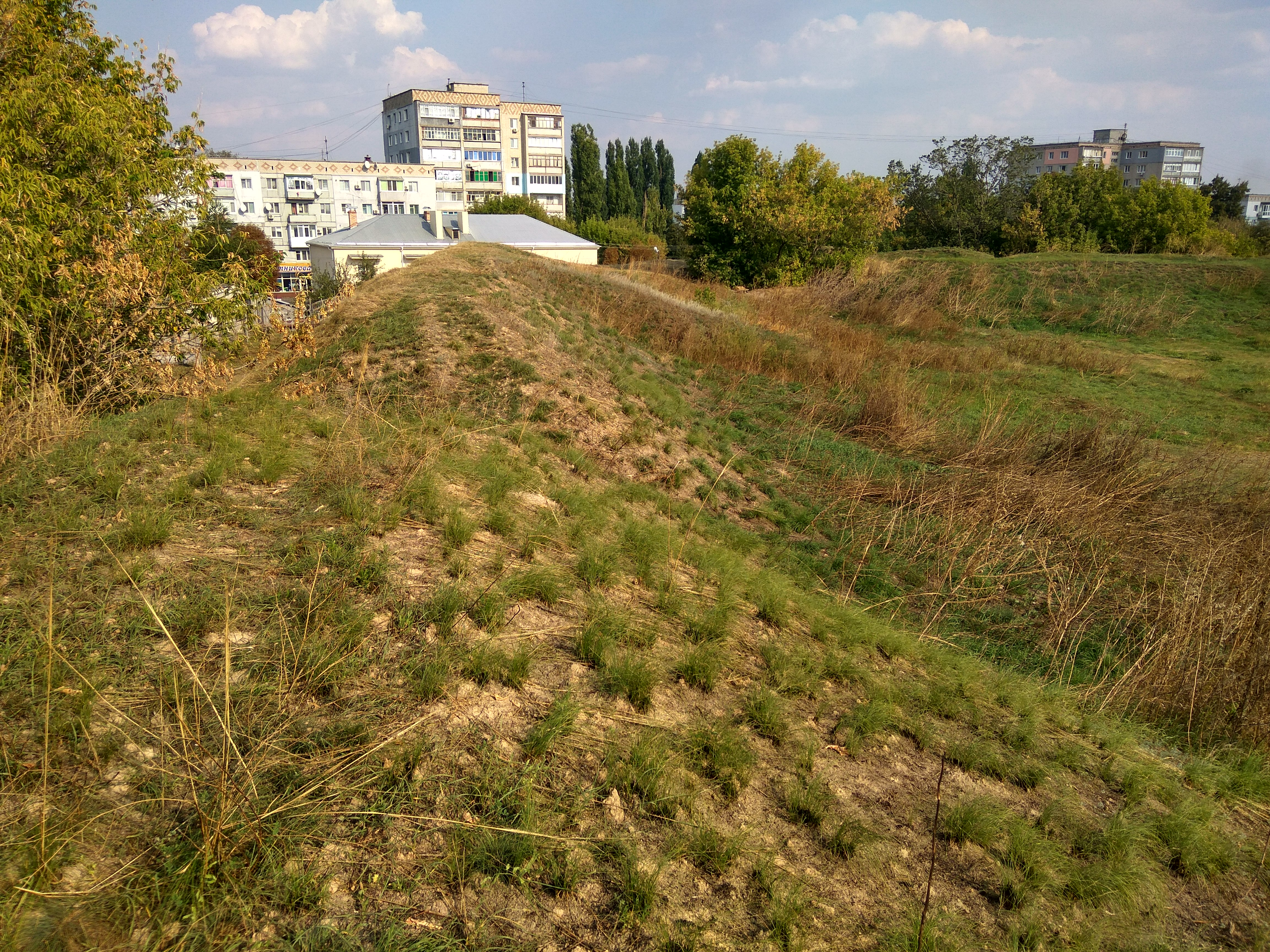
La partie sud

Sur le territoire de l'ancienne forteresse se trouvent des complexes mémoriaux dédiés aux héros de la Seconde Guerre mondiale et de la guerre russo-ukrainienne (2014-). Un mémorial aux victimes de l'Holodomor a également été érigé en 2016 (la ville a perdu 2 238 habitants en 1932-1933). 
Aujourd'hui, 85 % des bâtiments de la forteresse subsistent, y compris tous terrassements, les bastions, la plupart des ravelins, escarpements, courtines et glacis, mais ils sont gravement négligés et nécessitent une sérieuse restauration. Afin d'éviter leur disparition au fil du temps et de les transformer en une attraction touristique populaire, il y avait périodiquement des propositions pour les recouvrir de couches de béton, mais en raison du niveau élevé de corruption dans le pays (depuis 2018, l'Ukraine est le pays le plus corrompu et le plus pauvre d'Europe), elles n'ont pas été prises en compte par les 
gouvernements locaux .

## Voi assuri
- Fort Saint-Pierre (Ukraine)